# Isochromodes innotata
Isochromodes innotata är en fjärilsart som beskrevs av W. Warren 1897. Isochromodes innotata ingår i släktet Isochromodes och familjen mätare. Inga underarter finns listade i Catalogue of Life.